# Ernst Mecklenburg

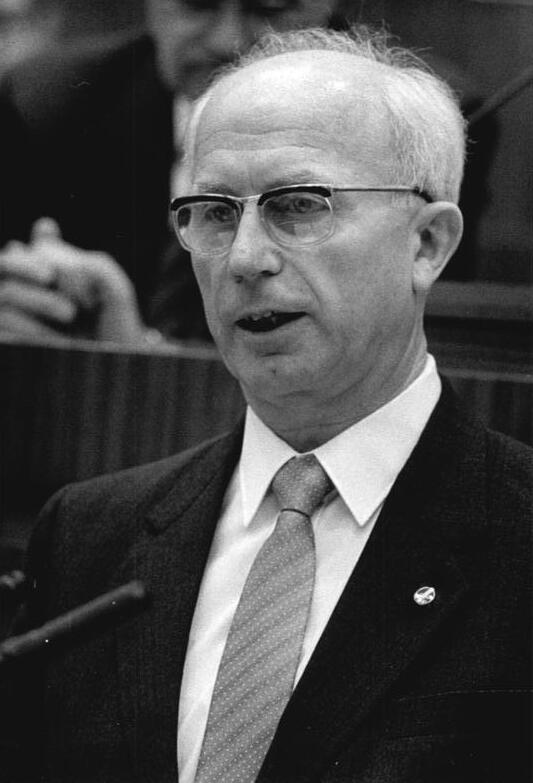
Ernst Mecklenburg

Ernst Mecklenburg (* 3. Juni 1927 in Blöcken, Landkreis Labiau, Ostpreußen) war Vorsitzender der DBD und Abgeordneter der Volkskammer der DDR.

## Leben
Der Vater war Landarbeiter und Bauer. Ernst Mecklenburg besuchte die Volksschule, absolvierte eine landwirtschaftliche Lehre und war Landwirtsgehilfe. 1943 bis 1944 besuchte er die Lehrerbildungsanstalt in Memel. Am 10. Februar 1944 beantragte er die Aufnahme in die NSDAP und wurde zum 20. April desselben Jahres aufgenommen (Mitgliedsnummer 9.917.099). Mecklenburg wurde am 5. Januar 1945 Soldat der Wehrmacht. 1945 geriet er in britische Kriegsgefangenschaft.
Seit 1945 war Mecklenburg in der Landwirtschaft und 1946 im Bergbau tätig. Am 1. Februar 1947 wurde er Neubauer in Torisdorf (Landkreis Schönberg); 1950 trat er in die DBD und in die FDJ ein, war Vorsitzender des Kreisvorstandes Grevesmühlen der DBD und studierte im Anschluss Agrarwissenschaften an der Hochschule für Landwirtschaft Bernburg mit Abschluss Dipl.-Agrarökonom.
1950 bis 1952 war er Bürgermeister in Rehna (Kreis Gadebusch), 1952 Abteilungsleiter Kommunalpolitik beim DBD-Landesvorstand Mecklenburg und anschließend Abteilungsleiter Agrarpolitik. 1953 bis 1958 absolvierte er ein Fernstudium an der Deutschen Akademie für Staats- und Rechtswissenschaft Potsdam.
1954 bis 1967 war Ernst Mecklenburg Bezirkssekretär der DBD in Rostock. Von 1963 bis 1990 gehörte er dem Parteivorstand der DBD und seinem Präsidium an.
1968 promovierte Ernst Mecklenburg zum Dr. agr. an der Hochschule für Landwirtschaft und Nahrungsgüterwirtschaft in Bernburg (Saale) mit einer Dissertation „zur Entwicklung der genossenschaftlichen Agrarproduktion“. Ab 1968 war er im Präsidium der DBD vertreten. Von 1971 bis 1987 war er Abgeordneter der DDR-Volkskammer. Von 1967 bis 1974 war Ernst Mecklenburg Sekretär der Parteileitung und Stellvertretender Parteivorsitzender. 1977 wurde ihm der Vaterländische Verdienstorden (VVO) in Gold, 1983 die Ehrenspange zum VVO und 1987 der Karl-Marx-Orden verliehen. 1982 folgte Mecklenburg dem langjährigen Vorsitzenden Ernst Goldenbaum im Amt des Parteivorsitzenden nach. 1987 schied er nach einer Herzoperation aus gesundheitlichen Gründen aus.

## Schriften
- Die Entwicklung der genossenschaftlichen landwirtschaftlichen Produktion im Bezirk Rostock von 1952 bis 1965 unter Beachtung der Lösung des Widerspruchs zwischen dem Charakter der Produktivkräfte und den Produktionsverhältnissen: [1. 2.]. Bernburg, Hochschule für Landwirtschaft und Nahrungsgüterwirtschaft, Diss. v. 11. April 1968